# 沖縄県幼稚園の廃園一覧
沖縄県幼稚園の廃園一覧（おきなわけんようちえんのはいえんいちらん）は、沖縄県内の廃園になった幼稚園の一覧。対象となるのは、学制改革（1947年）以降に廃園となった幼稚園、および分園である。園名は廃園当時のもの。廃園時に幼稚園が所在した自治体がその後合併により消滅している場合は、現行の自治体に含める。また現在休園中の県内の幼稚園（分園）も、その多くは実質上、廃園と同じ状態にあるため参考として記載する。
（）内は、廃園になった年（休園の場合は、その措置が取られた年）である。

## 那覇市
- 沖縄女子短期大学附属報恩幼稚園（2011年）[1]
- 那覇市立天久幼稚園（2012年那覇市立天久保育所と統合し那覇市立あめくみらい幼保園となり、2020年那覇市立天久みらいこども園へ移行）[2]
- 那覇市立大道幼稚園（2016年[3]大道みらいこども園へ移行[4]）
- 那覇市立識名幼稚園（2016年[3]社会福祉法人弘文会立那覇市認定こども園識名こども園へ移行[4]）
- 那覇市立銘苅幼稚園（2016年[3]社会福祉法人報徳福祉会立那覇市認定銘苅こども園へ移行[4]）
- 那覇市立若狭幼稚園（2016年学校法人大庭学園立那覇市認定こども園若狭こども園へ移行）[5]
- 那覇市立さつき幼稚園（2016年わかめ福祉会立那覇市認定こども園さつきこども園へ移行）[6]
- 那覇市立開南幼稚園（2017年那覇市立開南こども園へ移行）[7]
- 那覇市立金城幼稚園（2017年[3]社会福祉法人オレンジ会立那覇市認定こども園金城こども園へ移行[4]）
- 那覇市立曙幼稚園（2017年[3]社会福祉法人大竹福祉会立那覇市認定こども園曙こども園へ移行[4]）
- 那覇市立真地幼稚園（2017年[3]社会福祉法人翼福祉会立那覇市認定こども園真地こども園へ移行[4]）
- 那覇市立石嶺幼稚園（2017年[3]那覇市立石嶺こども園となり、2021年社会福祉法人千草福祉会立那覇市認定こども園石嶺こども園へ）
- 那覇市立与儀幼稚園（1946年真和志第二幼稚園から楚辺幼稚園へ改称、1959年与儀幼稚園へ改称、2018年那覇市立与儀こども園へ移行）[8]
- 那覇市立城北幼稚園（2018年那覇市立城北こども園へ移行）[9]
- 那覇市立城南幼稚園（2018年那覇市立城南こども園へ移行）[10]
- 那覇市立壷屋幼稚園（2018年[11]那覇市立壺屋こども園へ移行[4]）
- 那覇市立天妃幼稚園（2018年[11]那覇市立天妃こども園へ移行[4]）
- 那覇市立小禄南幼稚園（2018年[11]那覇市立小禄南こども園へ移行[4]）
- 那覇市立松川幼稚園（2018年[11]社会福祉法人弘文会立那覇市認定こども園松川こども園へ移行[4]）
- 那覇市立神原幼稚園（2018年[11]社会福祉法人さくら会立那覇市認定こども園神原こども園へ移行[4]）
- 那覇市立城岳幼稚園（2018年[11]社会福祉法人 ポプラ福祉会那覇市認定こども園城岳こども園へ移行[4]）
- 那覇市立松島幼稚園（2018年[11]社会福祉法人雅福祉会立那覇市認定こども園松島こども園へ移行[4]）
- 那覇市立古蔵幼稚園（2018年[11]社会福祉法人豊春福祉会立那覇市認定こども園古蔵こども園へ移行[4]）
- 那覇市立仲井真幼稚園（2018年社会福祉法人ポプラ福祉会立那覇市認定こども園仲井真こども園へ移行）[12]
- 那覇市立城西幼稚園（2019年那覇市立城西こども園へ移行）[13]
- 那覇市立大名幼稚園（2019年那覇市立大名こども園へ移行）[14]
- 那覇市立真嘉比幼稚園（2019年那覇市立真嘉比こども園へ移行）[15]
- 那覇市立上間幼稚園（2019年那覇市立上間こども園へ移行）[16]
- 那覇市立真和志幼稚園（2019年那覇市立真和志こども園へ移行）[17]
- 那覇市宇栄原幼稚園（2019年那覇市認定こども園宇栄原こども園へ移行）[18]
- 那覇市立那覇幼稚園（2019年[19]那覇市立那覇こども園[20]へ移行）
- 那覇市立泊幼稚園（2019年[19]那覇市立泊こども園[21]へ移行）
- 那覇市立安謝幼稚園（2019年社会福祉法人郵住協福祉会安謝こども園[22]へ移行）
- 那覇市立城東幼稚園（2019年[19]社会福祉法人ポプラ福祉会城東こども園[23]へ移行）
- 那覇市立垣花幼稚園（2019年[19]社会福祉法人千草福祉会垣花こども園[24]へ移行）
- 那覇市立小禄幼稚園（2019年[19]学校法人大庭学園立那覇市認定こども園小禄こども園[25]へ移行）
- 那覇市立高良幼稚園（2019年[19]社会福祉法人翼福祉会高良こども園[26]へ移行）

## 石垣市
- 石垣市立へいしん幼稚園（2019年石垣市立へいしんこども園へ移行）[27]
- 石垣市立まきら幼稚園（2019年石垣市立まきらこども園へ移行）[28]
- 石垣市立おおはま幼稚園（2019年[19]石垣市立おおはまこども園へ移行[29]）
- 石垣市立やえやま幼稚園（2020年）[30]
- 石垣市立みやとり幼稚園（2020年）[30]
- 石垣市立あらかわ幼稚園（2020年石垣市立あらかわこども園へ移行）[31]
- 石垣市立わかば幼稚園（2022年石垣市立かびらこども園へ移行）[32]
- 石垣市立ひらくぼ幼稚園（2020年休園[33]、2024年廃園[34]）
- 石垣市立みやなが幼稚園（2023年休園）[35]

## 浦添市
- 友愛幼稚園（2010年）[36]
- 浦添市立仲西幼稚園（2018年社会福祉法人ハイジ福祉会仲西こども園[37]へ移行）[38]
- 浦添市立浦添幼稚園（2019年浦添こども園へ移行）[39]
- 浦添市立神森幼稚園（2019年[19]社会福祉法人弘文会浦添市公私連携神森こども園[40]へ移行）
- 浦添市立内間幼稚園（2020年[41]浦添市立内間こども園へ移行）
- 浦添市立前田幼稚園（2020年[41]浦添市立前田こども園へ移行）
- 浦添市立浦城幼稚園（2020年公私連携幼保連携型認定こども園浦城こども園へ移行）[42]
- 浦添市立港川幼稚園（2021年公私連携幼保連携型認定こども園港川こども園へ移行）[43]
- 浦添市立沢岻幼稚園（2021年公私連携幼保連携型認定こども園沢岻こども園へ移行）[43]
- 浦添市立宮城幼稚園（2022年[44]浦添市公私連携宮城こども園へ移行）
- 浦添市立当山幼稚園（2022年[44]浦添市立当山こども園へ移行）
- 浦添市立牧港幼稚園（2022年[44]浦添市立牧港こども園へ移行）
- みのり幼稚園〈旧〉（2023年幼保連携型認定こども園みのり幼稚園〈新〉へ移行）[45]

## 名護市
- 名護市立天仁屋幼稚園（廃園時期不詳）[46]
- 名護市立三原幼稚園（2009年久志幼稚園へ統合）[46]
- 名護市立嘉陽幼稚園（同上）[46]
- 名護市立源河幼稚園（2013年真喜屋幼稚園へ統合）[47]
- 名護市立久辺幼稚園（2015年休園、2016年再開、2019年再休園）[46]
- 名護市立屋我地幼稚園（2016年休園）[46]
- 名護市立稲田幼稚園（2017年休園）[46]
- 名護市立真喜屋幼稚園（2018年休園）[46]
- 名護市立久志幼稚園（2021年9月1日名護市立瀬嵩保育所と統合し名護市立緑風こども園へ）[48]
- 名護市立瀬喜田幼稚園（2023年休園）[35]

## 糸満市
- 糸満市立真壁幼稚園（2016年[3]糸満市立真壁こども園へ移行）
- 糸満市立喜屋武幼稚園（2016年[3]糸満市立喜屋武こども園へ移行）
- 糸満市立髙嶺幼稚園（2017年）[3]
- 糸満市立兼城幼稚園（2018年[49]兼城こども園[50]へ移行）
- 糸満市立潮平幼稚園（2018年沖縄県糸満市立潮平こども園へ移行するも、2019年休園）[51]
- 糸満市立糸満南幼稚園（2018年[49]糸満南こども園[50]へ移行）
- 糸満市立西崎幼稚園（2018年[49]西崎こども園[50]へ移行）
- 糸満市立光洋幼稚園（2018年[49]公私連携幼保連携型光洋こども園[50]へ移行）
- 糸満市立糸満幼稚園（2018年糸満市立潮平こども園へ移行するも2019年休園[52]、2022年廃園[53]）
- 糸満市立米須幼稚園（2019年糸満市米須保育所と統合しわかめ福祉会米須こども園へ）[54]

## 豊見城市
- 豊見城市立豊見城幼稚園（2018年[11]社会福祉法人ゆたか福祉会豊見城こども園[55]へ移行）
- 豊見城市立上田幼稚園（2019年豊見城市立上田こども園へ移行）[56]
- 豊見城市立伊良波幼稚園（2019年社会福祉法人地覇田福祉会伊良波こども園へ移行）[57]
- 豊見城市立とよみ幼稚園（2019年むつみ保育園と統合し社会福祉法人むつみ会とよみこども園へ）[58]
- 豊見城市立座安幼稚園（2019年[19]社会福祉法人豊穣福祉会幼保連携型認定こども園座安こども園[59]へ移行）
- 豊見城市立長嶺幼稚園（2019年[19]社会福祉法人恵福祉会長嶺こども園[60]へ移行）
- 豊見城市立豊崎幼稚園（2019年[19]社会福祉法人群星福祉会豊崎こども園[61]へ移行）
- 豊見城市立ゆたか幼稚園（2019年[19]社会福祉法人ゆたか福祉会ゆたか認定こども園[62]へ移行）

## うるま市
- うるま市立宮城幼稚園（2012年）[63]
- うるま市立比嘉幼稚園（2012年）[63]
- うるま市立天願幼稚園（2019年社会福祉法人みどり葉福祉会天願こども園へ移行）[64]
- うるま市立平敷屋幼稚園（2019年[19]社会福祉法人かなさ福祉会へしきや・かなさこども園[65]へ移行）
- うるま市立彩橋幼稚園（2020年公私連携型認定こども園ふくよか彩橋認定こども園へ移行）[66]
- うるま市立中原幼稚園（2020年社会福祉法人わかめ福祉会中原こども園へ移行）[67]
- うるま市立川崎幼稚園（2020年まことかわさきこども園へ移行）[68]
- うるま市立あげな幼稚園（2021年うるま市立安慶名保育所と統合しうるま市立あげなこども園へ）[69]
- うるま市立田場幼稚園（2022年田場子ども園へ移行）[70]
- うるま市立兼原幼稚園（2022年わかめ福祉会兼原こども園へ移行）[71]
- うるま市立城前幼稚園（2022年石川こども園へ移行）[72]
- うるま市立伊波幼稚園（2022年[44]うるま市立伊波こども園へ移行）
- うるま市立宮森幼稚園（2022年）[44]
- うるま市立勝連幼稚園（2022年）[44]
- うるま市立与那城幼稚園（2023年与那城こども園へ移行）[73]
- うるま市立赤道幼稚園（2023年赤道こども園へ移行）[73]
- うるま市立具志川幼稚園（2023年具志川こども園へ移行）[74]
- うるま市立南原幼稚園（2023年うるま市立きむたか保育所と統合し[75]まこときむたかこども園[76]へ）
- うるま市立高江洲幼稚園（2023年公私連携幼保連携型認定こども園高江洲こども園へ移行）[77]

## 宮古島市
- 宮古島市立大神幼稚園（2011年）[78]
- 宮古島市立来間幼稚園（2014年休園[79]、2020年廃園[41]）
- 宮古島市立宮島幼稚園（2017年休園、2018年廃園）[80]
- 宮古島市立福嶺幼稚園（2018年以前から休園[81]、2024年廃園[82]）
- 宮古島市立池間幼稚園（2018年以前から休園、2019年再開、2021年再休園）[81]
- 宮古島市立下地幼稚園（2018年下地保育所と統合し宮古島市立下地こども園へ）[83]
- 宮古島市立上野幼稚園（2018年上野保育所と統合し宮古島市立上野こども園へ）[83]
- 宮古島市立伊良部幼稚園（2019年伊良部保育所と統合し宮古市立伊良部認定こども園へ）[81]
- 宮古島市立砂川幼稚園（2023年砂川保育所と統合し幼保連携型認定こども園いけむらこども園へ）[81]
- 宮古島市立城辺幼稚園（2023年休園[84][注釈 1]、2024年廃園[82]）
- 宮古島市立佐良浜幼稚園（2023年休園）[84]
- 宮古島市立狩俣幼稚園（2024年休園）[82]

## 南城市
- 南城市立百名幼稚園（2010年玉城幼稚園へ統合）[85]
- 南城市立船越幼稚園（同上）[85]
- 南城市立玉城幼稚園（2022年公私連携認定こども園玉城こども園へ移行）[86]
- 南城市立知念幼稚園（2022年公私連携認定こども園知念こども園へ移行）[86]
- 南城市立大里南幼稚園（2023年大里北幼稚園と統合し公私連携認定こども園大里こども園へ）[86]
- 南城市立大里北幼稚園（2023年大里南幼稚園と統合し大里こども園へ）[86]
- 南城市立佐敷幼稚園（2023年公私連携認定こども園佐敷こども園へ移行）[86]

## 国頭郡
- 国頭村立辺土名幼稚園（2018年休園[87]、同年9月くにがみこども園へ移行[88]、2019年12月13日正式閉園[41]）
- 大宜味村立大宜味幼稚園（2021年大宜味村立喜如嘉保育所および大宜味村立塩屋保育所と統合し大宜味村立おおぎみこども園へ）[89]
- 今帰仁村立湧川幼稚園（2010年）[90]
- 今帰仁村市立古宇利幼稚園（2012年）[91]
- 今帰仁村立兼次幼稚園（2018年）[92]
- 今帰仁村立天底幼稚園（2019年）[19]
- 今帰仁村立今帰仁幼稚園（2021年[93]今帰仁村立認定こども園みらい[94]へ移行）
- 本部町立崎本部幼稚園（2020年）[41]
- 恩納村立喜瀬武原幼稚園[35]（休園開始時期不詳）
- 恩納村立山田幼稚園[95]（休園開始時期不詳）
- みつば幼稚園（1980年みつば幼児園となり、2017年みつばこども園へ移行）[96]
- 金武町立金武幼稚園（2018年[11]）
- 金武町立嘉芸幼稚園（2018年[11]嘉芸こども園へ移行）

## 中頭郡
- 中城村立中城幼稚園（2023年津覇幼稚園と統合し[97]公私連携型認定こども園中城ひらやすこども園へ[98]）
- 中城村立津覇幼稚園（2023年中城幼稚園と統合し[97]中城ひらやすこども園へ[98]）
- 西原町立坂田幼稚園（2023年学校法人大庭学園立西原町公私連携幼保連携型認定こども園坂田こども園へ移行）[99]

## 島尻郡
- 座間味村立慶留間幼稚園[35]（休園開始時期不詳）
- 久米島町立比屋定幼稚園（2016年）[100]
- 久米島町立美崎幼稚園（2016年）[100]
- 久米島町立久米島幼稚園（2016年）[100]
- 久米島町立大岳幼稚園（2016年）[100]
- 八重瀬町立東風平幼稚園（2022年公私連携こちんだこども園へ移行）[101]
- 八重瀬町立具志頭幼稚園（2023年公立ぐしかみこども園[102]へ移行[103]）
- 八重瀬町立白川幼稚園（2023年公私連携しらかわこども園[102]へ移行[103]）
- 八重瀬町立新城幼稚園（2023年公私連携あらしろこども園[102]へ移行[103]）

## 八重山郡
- 与那国町立ひかわ幼稚園（2022年休園）[104]